# Répertoire des disques compacts
 (avril 2015).
Si vous disposez d'ouvrages ou d'articles de référence ou si vous connaissez des sites web de qualité traitant du thème abordé ici, merci de compléter l'article en donnant les références utiles à sa vérifiabilité et en les liant à la section « Notes et références ».
Répertoire des disques compacts était un mensuel français consacré au disque de musique classique et publié de 1988 à 2004.

## Histoire
Répertoire est fondé en 1988 par Georges Cherière (qui avait créé le magazine Diapason en 1956). Ce mensuel proposait un compte rendu aussi complet que possible de la production discographique classique et des chroniques plus réduites de l'actualité des parutions en jazz et musiques du monde.
Le premier numéro paraît en mars 1988, avec en couverture Luciano Pavarotti. En 1989, une tentative de faire une parution hebdomadaire, en complément du numéro mensuel, (no 19 à 27), compta une vingtaine de numéros en tout. Répertoire a proposé aussi en supplément, un listing appelé « catalogue annuel des disques compact critiqué dans Répertoire des disques compacts », précédé d'un listing pour l'ensemble des numéros nos 1 à 42. Des hors-séries thématiques, notamment un Guide économiques des CD classiques remis à jour chaque année à Noël et reprenant une sélection des disques et un extrait des articles précédemment parus. À la noël 1996, le numéro présentait, d'un côté les disques à moins de 100 francs et de l’autre à moins de 50 francs. Le guide 1998 (HS 10) avait la particularité de reproduire intégralement les critiques d'une sélection de 10 de Répertoire, indépendamment du prix et de grouper les collections et éditeurs sur une page complète.
Après la retraite de G. Cherière, c'est Christophe Huss, alors rédacteur en chef, qui devient le directeur de la rédaction.
Le dernier numéro (174) est paru en décembre 2003-janvier 2004.
Le titre a été cédé à Serge Doukhan dans un premier temps, puis absorbé par le groupe L'Express, qui le fusionne avec Classica en février 2004 (avec le no 59 de Classica, qui portera pendant quelques mois le double titre Classica – Répertoire).

## Collaborateurs et notation
Les collaborateurs principaux ont été Francis Albou, Jacques Bonnaure, Gérard Belvire, Pascal Brissaud, Jean-Marie Brohm, François Camper, Philippe Simon, Christophe Huss, Laurent Barthel, Jean Hamon, Alain Lompech, Stéphane Haïk, Michel Laizé, Michel Philippot, Éric Taver, Thierry Clermont, Jean Vermeil, mais aussi Alain Swietlik, Étienne Bour (Musiques du monde) et André Clergeat, puis Jean-Pierre Jackson (jazz), Jean-Claude Tornior (son et image) et bien d'autres. Ces rédacteurs se sont présentés dans une page intitulée « Le jardin secret de… » étalé sur plusieurs numéros à la fin des années 1990.

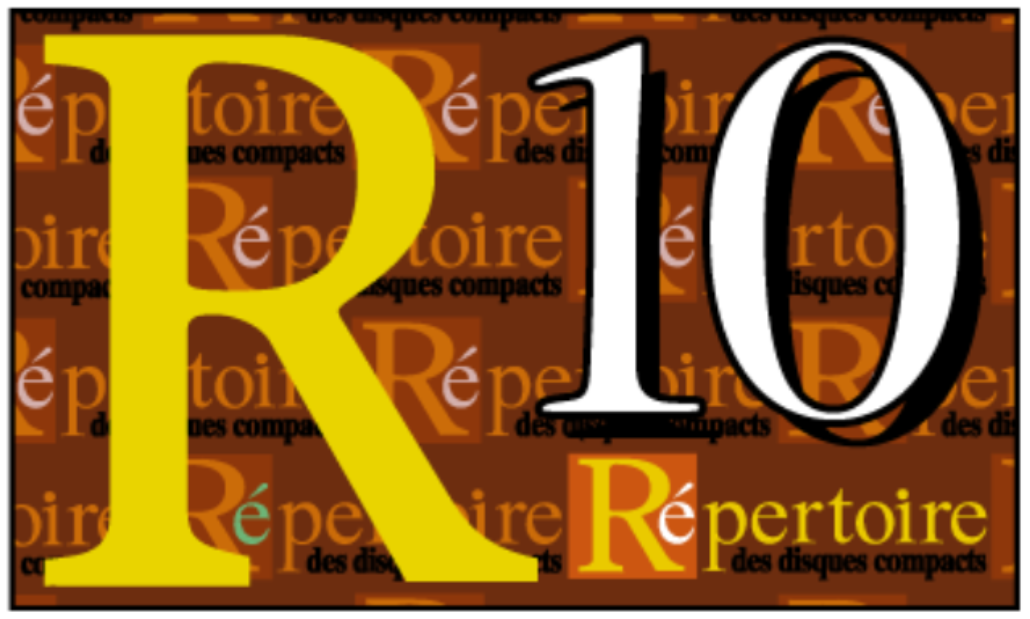
Autocollant prix „10 de Répertoire“

La notation était sur 10 et la notation artistique maximale, déterminant la distinction 10 de Répertoire : « La note artistique prend en compte l'interprétation et, dans le cas de partition peu connues ou des premières au disque, expriment également notre avis sur l'œuvre ». Les premiers numéros distinguaient aussi les 10-Archives, lorsque l'enregistrement était monophonique. Les 9, ainsi que plus rarement les 8, avaient aussi leur propre autocollant (stickers) apposé sur les disques. Est apparu ensuite une notation intermédiaire du Recommandé par Répertoire qui, selon le magazine, « puise dans le vivier des disques excellents et exceptionnels [c'est-à-dire des disques notés 8 et 9] des publications qui ont particulièrement attiré notre attention. ».